# Associazione Calcio Crema 1947-1948
Questa voce raccoglie le informazioni riguardanti  l'Associazione Calcio Crema nelle competizioni ufficiali della stagione 1947-1948.

## Rosa
| N. |                     | Ruolo | Calciatore         |
| -- | ------------------- | ----- | ------------------ |
|    | Italia (bandiera)   | A     | Giacomo Abbà       |
|    | Italia (bandiera)   | A     | Giuseppe Aliprandi |
|    | Italia (bandiera)   | P     | Alfredo Arrigoni   |
|    | Italia (bandiera)   | C     | Mario Bergamaschi  |
|    | Italia (bandiera)   | C     | Luigi Bicicli      |
|    | Italia (bandiera)   | C     | Armando Bollana    |
|    | Italia (bandiera)   | D     | Gianfranco Bosi    |
|    | Ungheria (bandiera) | P     | Géza Boldizsár     |
|    | Italia (bandiera)   | A     | Dante Carrara      |
|    | Italia (bandiera)   | A     | Carlo Cattaneo     |

| N. |                   | Ruolo | Calciatore      |
| -- | ----------------- | ----- | --------------- |
|    | Italia (bandiera) | C     | Renato Cervati  |
|    | Italia (bandiera) | C     | L. Fiameni      |
|    | Italia (bandiera) | A     | Aldo Fumagalli  |
|    | Italia (bandiera) | A     | Renato Gardini  |
|    | Italia (bandiera) | D     | O. Marchioli    |
|    | Italia (bandiera) | A     | Bruno Mazza     |
|    | Italia (bandiera) | C     | Ulderico Meanti |
|    | Italia (bandiera) | D     | Antonio Piloni  |
|    | Italia (bandiera) | A     | Aurelio Piazza  |
|    | Italia (bandiera) | C     | Livio Pinazza   |